# Василенко, Семён Евгеньевич
Семен Евгеньевич Василенко (1903 — ?) — украинский советский государственный деятель. Депутат Верховного Совета УССР первого созыва (1938—1947). Лауреат Сталинской премии (1943).

## Биография
Родился 30 апреля (13 мая) 1903 года в семье рабочего в городе Екатеринославе, ныне Днепропетровская область.
С 1920 по 1925 год — техник в Екатеринославских паровозных мастерских. С 1925 по 1932 год — техник, конструктор, инженер специального производства на заводе имени Петровского в Днепропетровске
В 1929 году получил высшее образование.
С 1932 по 1941 год — начальник цеха, главный инженер, заместитель директора, директор Днепропетровского трубопрокатного завода имени Ленина.
В 1938 году избран депутатом Верховного Совета УССР первого созыва по Красногвардейскому сельскому избирательному округу № 205 Днепропетровской области.
Член ВКП(б) с 1939 года.
С 27 октября 1941 года — главный инженер Главтрубостали Народного комиссариата чёрной металлургии СССР. С января 1944 года — начальник Главтрубостали Наркомчермета СССР.
На 1958 год — заместитель председателя Госплана СССР.

## Награды
- Орден Ленина (1945, 1958)
- Орден Трудового Красного Знамени (1936, 1949, 1957[1]).
- Орден «Знак Почета» (1939).
- Орден Красной Звезды (1943).
- Сталинская премия за выдающиеся изобретения и коренные усовершенствования методов производственной работы 1-й степени (1943, за коренное усовершенствование технологии производства минометных труб и деталей боеприпасов)